# Rebolo

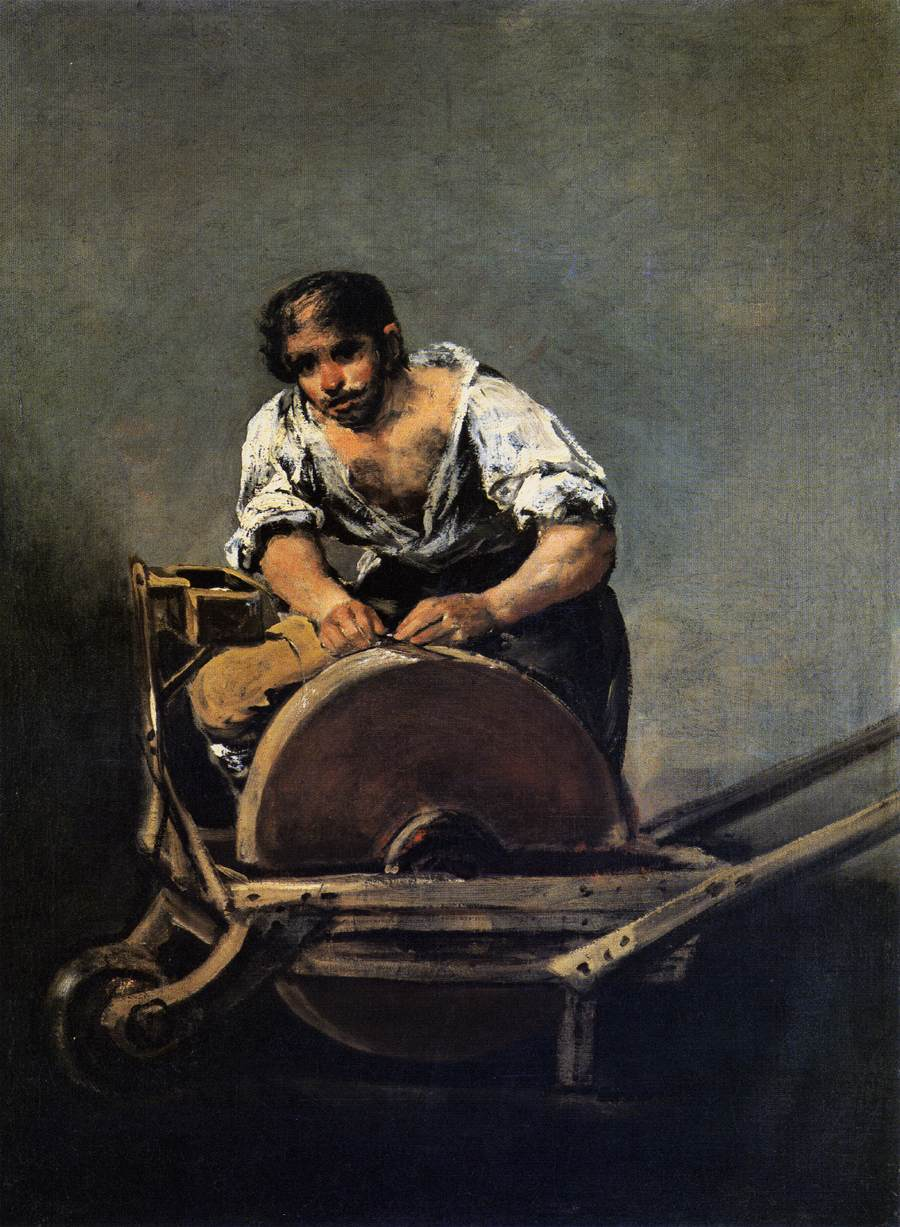
Homem usando uma rebarbadora portátil; pintura por Goya

Rebolo é uma ferramenta fabricada com material abrasivo, em geral tem a forma de disco e é normalmente utilizado com o auxílio de uma lixadeira ou politriz para fazer desbaste em superfícies ou para afiar ferramentas cortantes. Muito utilizado em retíficas de motores, podem desgastar e dar polimentos nas peças do motor. São fabricadas normalmente em óxido de alumínio e carbureto de silício, cada qual com utilizações em materiais diferentes.